# 山崎賢一
山崎 賢一（やまざき けんいち、1962年7月20日 - ）は、埼玉県志木市出身（東京都生まれ）の元プロ野球選手（外野手）・コーチ。
「こけしバット」といわれるグリップエンドがこけしの頭のような形をした、極端にバットを短くグリップすることが出来るバットを使用して活躍した。

## 経歴

### プロ入り前
所沢商業では3年次の1980年、夏の甲子園埼玉大会準々決勝で敗退。
監督に勧められて地元の西武ライオンズと横浜大洋ホエールズの入団テストを受け、西武は不合格であった一方、大洋の首脳陣に打撃を評価されて、オフにドラフト外で大洋に入団。背番号は46。

### プロ野球選手時代

#### 大洋・横浜時代
入団後、1年目の1981年から4年間は二軍生活を送り、二軍でも代打要員で、2年目の1982年はイースタン・リーグでチームは優勝しているが、28試合で打率.200と優勝に貢献したとは言い難かった。1984年に打撃コーチ兼任の基満男から「ホームランバッターと競争して勝てるか?」と言われ、単打を狙う打法に切り替えたが、新たなノーステップの打撃フォームには当時のバットは合わなかった。そこで出会ったのが、基が長打を切り捨て、単打主義を徹底させるために考案した「こけしバット（またはつちのこバット）」であった。後に「こけしバット」というフレーズは、横浜時代の応援歌の歌詞に使用された。
秋季キャンプでは左肩の故障で打撃ができず、走塁と守備の練習に明け暮れたが、ダッシュの練習で球界ナンバーワンの韋駄天でもある屋鋪要に引き離されることなく、追走。これで自信を深めていき、背番号が59に変更となった1985年には「選手枠（当時60人）の一歩手前の数字。もう後がない、と思った」と奮起。
新任監督の近藤貞雄が「スーパーカートリオ」に象徴される目標とする機動力野球に合致した選手として評価され、同年4月24日の広島東洋カープ戦（横浜スタジアム）で一軍初出場を果たす。10月16日の中日ドラゴンズ戦（ナゴヤ球場）で郭源治からプロ初本塁打も放ち、同年は32試合に出場。レギュラーはまだ遠かったが、二軍では22盗塁を記録して盗塁王を獲得。
1986年には当時「スーパーカートリオ」の一員であった加藤博一が負傷したため、出場機会が一気に増加。主に代打、代走、試合終盤の守備固めとして起用されるなど、スーパーサブ的な役割を果たす。古葉竹識監督が就任した1987年は、打率1割台を記録するなど成績が低下し、出場試合数も前年の97試合から42試合へ減少。急失速に再び発奮して、1988年は屋鋪要の成績不振により、中堅手としてスターティングメンバーでの出場機会を増やす。規定打席未満ながら、屋鋪をベンチへ追いやるなど期待以上の活躍を見せ、左翼手であったジム・パチョレックを一塁に追いやった。同年の秋季キャンプでは、重さ1400 gのマスコットバットを手首が折れそうになるまで振り、これで1000 gを超える「こけしバット」を自在に操るパワーを身につけた。
1989年は開幕スタメンを経験し、成績は常に打率3割台をキープ。チームは首位読売ジャイアンツ（巨人）と36.5ゲーム差の最下位で、5月5日の阪神タイガース戦（阪神甲子園球場）で敗れてから、1度も最下位から浮かび上がることができなかった。そんなチームで唯一希望の象徴となり、同年不振に陥っていたカルロス・ポンセに代わり4番打者を担う事が多く、当時「12球団中最も長打力の低い4番打者」と揶揄されたこともあったが、6月21日の巨人戦（石川県立野球場）には4打数3安打で打率.372とピークを迎えた。同年にはオールスターゲーム初出場も果たし、「広島の山崎（隆造）選手」と間違えてアナウンスされる一幕もあったが、7月26日の第2戦（藤井寺球場）ではウォーレン・クロマティの代打で決勝適時打を放って優秀選手に輝く。シーズンオフにはゴールデングラブ賞、ベストナインの表彰を受け、背番号も2に変更された。わずか7本塁打ながら盗塁やバントもする四番打者としても話題になり、Aクラスのチームに強いのも武器であったが、まだ「こけしバット」には確信が持てず、車には常に普通のバットも積んであったという。
1990年ごろから腰痛に悩まされ好成績を残せなくなり、チーム名が「横浜ベイスターズ」に変わった1993年オフ、チームの若返り策の一環として屋鋪や高木豊・大門和彦・市川和正・松本豊といったベテラン選手と共に戦力外通告を受ける。これには球団が同年オフに巨人からFA宣言した駒田徳広の獲得資金を捻出する為に、高年俸のベテラン選手達を解雇したと見る報道もある。

#### ダイエー時代
解雇されたベテラン6選手の中でいち早く他球団からオファーが来たのは山崎であり、1994年に福岡ダイエーホークスへ移籍。背番号は26。
ダイエーでは主に代打、代走として出場する。「こけしバット」はダイエー移籍後も使用し、漫画『ドカベン プロ野球編』では、2年目のシーズンで山田太郎がそれに対応するリードを行う場面が描写された。現在でもこのバットは契約をしていたザナックスのカタログに掲載されている。1996年、一軍出場が無いまま現役を引退した。

### 引退後
引退後もダイエー球団（2005年からの球団名は「福岡ソフトバンクホークス」）に残り、1997年にスカウト、1998年に二軍の打撃コーチを務め、1999年より再びスカウトを務める。担当した選手は松田宣浩、明石健志、千賀滉大、森唯斗、高橋純平、佐藤直樹、杉山一樹。

## 人物
大洋→横浜時代に付けられたニックネームは「番長」で、プロ入り前は「組長」であったが、入団当時に沖山光利コーチが社会に出ればランクが下がるだろうと考え付けたものである。これは山崎の目つきが悪かったことに由来するが、後に三浦大輔へ「ハマの番長」として受け継がれた。

## 詳細情報

### 年度別打撃成績
| 年 度      | 球 団      | 試 合 | 打 席 | 打 数 | 得 点 | 安 打 | 二 塁 打 | 三 塁 打 | 本 塁 打 | 塁 打 | 打 点 | 盗 塁 | 盗 塁 死 | 犠 打 | 犠 飛 | 四 球 | 敬 遠 | 死 球 | 三 振 | 併 殺 打 | 打 率 | 出 塁 率 | 長 打 率 | O P S |
| ---------- | ---------- | ----- | ----- | ----- | ----- | ----- | -------- | -------- | -------- | ----- | ----- | ----- | -------- | ----- | ----- | ----- | ----- | ----- | ----- | -------- | ----- | -------- | -------- | ----- |
| 1985       | 大洋 横浜  | 32    | 58    | 51    | 11    | 13    | 3        | 0        | 1        | 19    | 3     | 3     | 0        | 1     | 0     | 6     | 0     | 0     | 11    | 0        | .255  | .333     | .373     | .706  |
| 1986       | 大洋 横浜  | 97    | 170   | 155   | 20    | 38    | 7        | 1        | 0        | 47    | 6     | 4     | 2        | 4     | 0     | 9     | 0     | 2     | 23    | 3        | .245  | .295     | .303     | .598  |
| 1987       | 大洋 横浜  | 42    | 48    | 46    | 5     | 8     | 2        | 0        | 2        | 16    | 6     | 0     | 0        | 1     | 0     | 0     | 0     | 1     | 11    | 0        | .174  | .191     | .348     | .539  |
| 1988       | 大洋 横浜  | 71    | 247   | 222   | 35    | 66    | 12       | 2        | 2        | 88    | 28    | 8     | 1        | 4     | 5     | 14    | 0     | 2     | 36    | 1        | .297  | .337     | .396     | .732  |
| 1989       | 大洋 横浜  | 129   | 534   | 476   | 64    | 147   | 24       | 5        | 7        | 202   | 56    | 17    | 7        | 9     | 7     | 38    | 0     | 4     | 59    | 6        | .309  | .341     | .424     | .765  |
| 1990       | 大洋 横浜  | 109   | 463   | 421   | 56    | 109   | 13       | 5        | 4        | 144   | 34    | 18    | 12       | 6     | 1     | 32    | 0     | 3     | 47    | 6        | .259  | .315     | .342     | .657  |
| 1991       | 大洋 横浜  | 54    | 142   | 125   | 14    | 34    | 7        | 0        | 1        | 44    | 15    | 2     | 3        | 0     | 1     | 16    | 0     | 0     | 16    | 3        | .272  | .352     | .352     | .704  |
| 1992       | 大洋 横浜  | 62    | 188   | 163   | 23    | 42    | 9        | 1        | 1        | 56    | 19    | 9     | 1        | 4     | 3     | 17    | 0     | 1     | 27    | 2        | .258  | .326     | .344     | .670  |
| 1993       | 大洋 横浜  | 60    | 154   | 135   | 14    | 25    | 2        | 0        | 0        | 27    | 11    | 0     | 1        | 2     | 1     | 14    | 0     | 2     | 25    | 0        | .185  | .270     | .200     | .470  |
| 1994       | ダイエー   | 87    | 161   | 141   | 15    | 36    | 8        | 1        | 0        | 46    | 12    | 2     | 3        | 3     | 0     | 17    | 0     | 0     | 29    | 3        | .255  | .335     | .326     | .662  |
| 1995       | ダイエー   | 80    | 134   | 123   | 11    | 28    | 8        | 0        | 1        | 39    | 12    | 0     | 3        | 2     | 2     | 6     | 0     | 1     | 25    | 3        | .228  | .265     | .317     | .582  |
| 通算：11年 | 通算：11年 | 823   | 2299  | 2058  | 268   | 546   | 95       | 15       | 19       | 728   | 202   | 63    | 33       | 36    | 20    | 169   | 0     | 16    | 309   | 27       | .265  | .323     | .354     | .677  |

- 大洋（横浜大洋ホエールズ）は、1993年に横浜（横浜ベイスターズ）に球団名を変更

### 表彰
- ベストナイン：1回 （1989年）
- ゴールデングラブ賞：2回 （1989年、1990年）

### 記録
初記録
- 初出場：1985年4月24日、対広島東洋カープ1回戦（横浜スタジアム）、7回表に中堅手として出場
- 初安打：1985年9月12日、対阪神タイガース23回戦（横浜スタジアム）、7回裏に欠端光則の代打として出場、中西清起から
- 初先発出場：1985年10月3日、対読売ジャイアンツ26回戦（横浜スタジアム）、1番・右翼手として先発出場
- 初打点：1985年10月14日、対ヤクルトスワローズ23回戦（明治神宮野球場）、9回表に中川明仁から適時打
- 初本塁打：1985年10月16日、対中日ドラゴンズ24回戦（ナゴヤ球場）、5回表に郭源治から2ラン

その他の記録
- オールスターゲーム出場：2回 （1989年、1990年）

### 背番号
- 46 （1981年 - 1984年）
- 59 （1985年 - 1989年）
- 2 （1990年 - 1993年）
- 26 （1994年 - 1996年）
- 74 （1998年）

## 参考資料
- '98プロ野球12球団全選手百科名鑑（『ホームラン』1998年3月号増刊。日本スポーツ出版社）
- やくみつるのベイスターズ心中（1998年、泉書房。著：やくみつる）ISBN 4900138312
- ホークス九州20年史―1989-2008 飛翔!若鷹軍団（『B.B.MOOK』553『スポーツシリーズ』No.427。2008年、ベースボール・マガジン社）ISBN 4583615434